# Садио Мане
Садио̀ Манѐ (на френски: Sadio Mané) е сенегалски футболист на Ал-Насър, както и на Сенегалския национален отбор. Титулярната му позиция е крило.
Мане започва своята кариера в Метц през 2011 г. През 2012 г. е купен от Ред Бул Залцбург. След като печели Австрийската бундеслига и купата на Австрия, а през 2014 г. подписва договор със Саутхамптън. През 2015 г. Мане подобрява рекорда за най-бързо вкаран хеттрик във Висшата Лига, той вкарва 3 гола на Астън Вила за рекордните 176 секунди. През 2016 г. е купен от Ливърпул за 34 милиона паунда, което го прави най-скъпия африкански футболист.

## Кариера

### Метц
Мане прави професионалния си дебют на 14 януари 2012 г., когато влиза като смяна на мястото на Кевин Диас. Той играе 19 мача през сезона в 12, от които започва като титуляр.

### Ред Бул Залцбург
На 31 август 2012 г. Мане започва кариерата си в Ред Бул Залцбург. Залцбург дават 4 милиона евро за него, което го прави третият най-голям трансфер, който Метц са правили някога.
Той вкарва първия си хеттрик на 31 октомври в победа с 3:1 срещу Кайсдорф в третия кръг на Купата на Австрия. В края на август 2014 г. Мане не се явява на тренировка на отбора и не участва в най-важния мач за сезона – квалификация за шампионска лига, тогава ръководството на Ред Бул Залцбург решава да го продаде.

### Саухамптън
Саутхамптън купува Мане през 2014 г. за 11,8 милиона паунда, а подписаният договор е за 4 години.

#### 2014/15
На 16 май 2015 подобрява рекорда за най-бързо вкаран хеттрик във Висшата Лига, като вкарва на Астън Вила за рекордните 176 секунди.

#### 2015/16
В продължение на 4 месеца Мане няма нито един вкаран гол. Вкарва два гола на Ливърпул на 20 март 2016 г. След това отбелязва 5 гола в 5 мача, като вкарва и хеттрик на Манчестър Сити на 1 май 2016 г.

### Ливърпул
На 28 юни 2016 г. Мане е купен от Ливърпул за 34 милиона паунда. Прави дебюта си във Висшата Лига на 14 август и отбелязва 4-тия гол в мача с Арсенал (4:3).

### 2018
През 2018 г. Мане играе на Световното първенство по футбол в Русия и отбелязва 1 гол в мача срещу Япония завършил 2:2.
Ето статистика на Мане показваща мачовете и головете по години с националната фланелка:
| Сенегал | година | мачове | голове |
| ------- | ------ | ------ | ------ |
| Сенегал | 2012   | 6      | 2      |
| Сенегал | 2013   | 8      | 1      |
| Сенегал | 2014   | 9      | 3      |
| Сенегал | 2015   | 9      | 3      |
| Сенегал | 2016   | 7      | 1      |
| Сенегал | 2017   | 10     | 4      |
| Сенегал | 2018   | 9      | 1      |
| Сенегал | 2019   | 11     | 4      |
| Сенегал | 2020   | 2      | 2      |
| Сенегал | 2021   | 9      | 5      |
| Сенегал | 2022   | 13     | 8      |
| Сенегал | 2023   | 8      | 6      |
| Сенегал | 2024   | 12     | 6      |
| Сенегал | 2025   | 2      | 0      |
| Общо    | Общо   | 113    | 45     |

### Байерн Мюнхен
На първи юли 2022г Садио премина в германския отбора за 32М €. Записа дебюта си на 26 юли в приятелска среща срещу Ди Си Юнайтед когато вкарва от дузпа и прави асистенция. 
Първия си гол в Бундеслигата бележи с победата над Айнтрахт Франкфурт, като вкарва третия гол в 29минута. 
Пърия му гол в Шампионска лига с екипа на баварците белажи срещу Виктория Пилзен в Германия и по-късно в Чехия.
Общо с фланелката на Байерн има 20 мача и 6 гола. Така въпреки че Мане не играе, като ,,твърд титуляр'' той печели Бундеслигата.

### Ал-Насър
На 1 август 2023 г. клубът от саудитската професионална лига Ал-Насър обявява подписването на договор с Мане. Това се случва за сумата от 30M €. Негови съотбориници са хора като Кристияно Роналдо, Марцело Бронзович и Алекс Телес.
През октомври 2023г. Садио купува френския четвърто-девизионен Бурж 18 с цял да лансира сенегалци в Европа.
Мане записва стотния си мач за Сенегал на 18 ноември 2023 г., като отбеляза два гола в квалификация за Световното първенство по футбол през 2026 г. срещу Южен Судан.